# M107 (САУ)
M107 (англ. M107 self-propelled gun) — американська 175-мм самохідна артилерійська установка, що перебувала на озброєнні корпусної артилерії армії та морської піхоти США, а також артилерійських підрозділів армій деяких країн світу у 1960—1970-ти роки.
Розробка M107 здійснювалася в 1956—1961 роках за замовленням армії США компанією Pacific Car & Foundry, як транспортабельна повітрям самохідна артилерійська система, разом з низкою пов'язаних машин, до яких входили також 203-мм САУ T236, майбутня M110, що відрізнялася від M107 лише частиною гармати, що хитається, 155-мм самохідна гармата T245 (не пішла в серію), неброньовану ремонтно-евакуаційну машину T119 і броньовану ремонтно-евакуаційну машину T120. Базою для перелічених вище самохідних артилерійських систем стало універсальне гусеничне шасі T249, створене з метою підвищення рухливості, збільшення дальності дії, забезпечення авіатранспортабельності й уніфікації бази самохідної артилерії великої потужності.
M107 надходила на озброєння корпусної артилерії армії та корпусу морської піхоти США і активно застосовувалася ними у В'єтнамської війні. В 1978 році було прийнято рішення через нестандартний калібр, обмежений асортимент боєприпасів для M107 та з прийняттям на озброєння поліпшеною модифікації гаубиці M110A2, дальність стрільби якої з використанням активно-реактивних снарядів стала дорівнювати M107, зняти останню з озброєння. До 1981 року всі M107, що знаходилися на озброєнні збройних сил США, були переобладнані в M110A2. M107 також поставлялася на експорт, і була на озброєнні щонайменше десятка інших країн. Активно використовувалася Ізраїлем у війні на виснаження та війні Судного дня.
Для свого часу M107 була однією з найпотужніших самохідних артилерійських систем у світі, що випускалися серійно.

## Конструкція

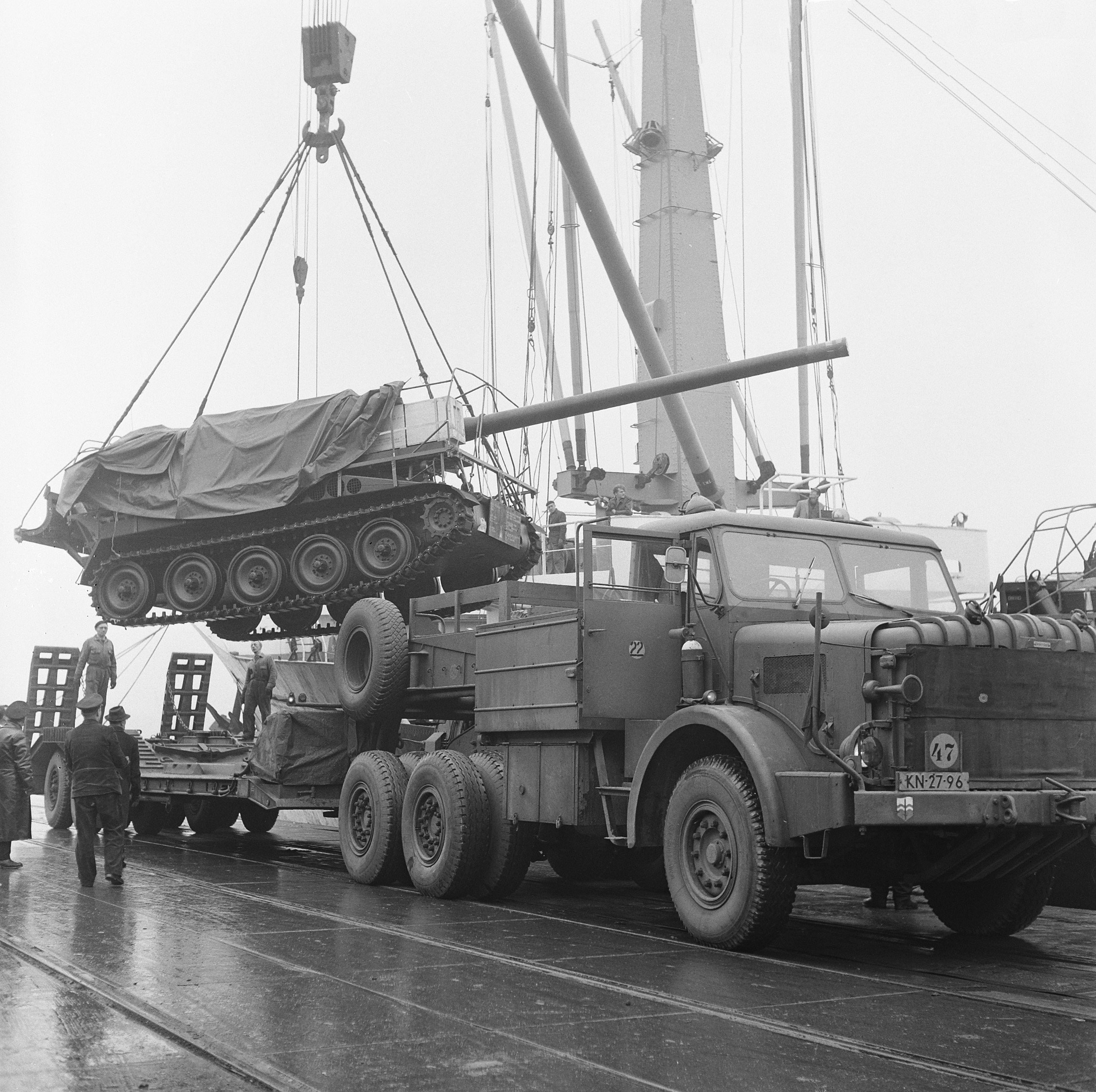
175-мм самохідна артилерійська установка M107 вивантажується в Роттердамі. 1966

M107 має класичне компонування з розміщенням силової установки в передній частині броньованого корпусу. Трансмісійне відділення розташовувалося в лобовій частині корпусу, моторне — праворуч та відділення управління — ліворуч за ним. Бойове відділення відкритого типу займає центральну та кормову частини корпусу. Екіпаж установки становив тринадцять осіб: командир, механіка-водій, три навідників і вісім заряджаючих. Крім механіка-водія, в САУ малися місця тільки для чотирьох членів екіпажу: двох навідників і одного заряджаючого, що розміщувалися по бортах бойового відділення. Решта членів екіпажу на марші перевозилася бронетранспортером M548, який одночасно служив для перевезення боєприпасів, оскільки возимий боєкомплект САУ М107 складався всього з двох готових до стрільби пострілів. Втім на крайній випадок САУ дозволяла розмістити в ній всіх членів екіпажу одночасно для пересування на короткі відстані.

### Корпус
Броньовий корпус зварювався з листів сталевої броні різної товщини і розділений на відділення перегородками. Лобова та бортова броня мала 13 мм листи, дах також захищався 13 мм бронелистами. Корпус забезпечував захист тільки від куль стрілецької зброї і легких осколків і тільки механіка-водія. Решта екіпажу може сховатися хіба що під машиною. Пізніше для M107 були випущені комплекти знімних кевларових захисних панелей, але вони виявилися настільки незручні в монтажі і застосуванні, що зазвичай або просто возилися на бортах САУ, або екіпажі залишали їх у парках. Захист від зброї масового ураження забезпечували лише засоби індивідуального захисту екіпажу.

### Силова установка
Перші дослідні зразки шасі оснащувалися восьмициліндровим бензиновим двигуном повітряного охолодження «Континентал» AOI-628-3 з горизонтальним опозитним розташуванням циліндрів, що розвивав потужність 230 кВт, і трансмісією XTG-410-2 фірми «Аллісон». Двигун був обладнаний системою безпосереднього вприскування палива. Надалі його замінили на V-образний 8-циліндровий двотактний дизельний двигун «Детройт Дизель» 8V-71T рідинного охолодження. Гідромеханічна автоматична трансмісія «Еллісон» XTG-411-2А забезпечувала чотири швидкості ходу вперед і дві назад. Паливний бак знаходився в кормовій частині корпусу.

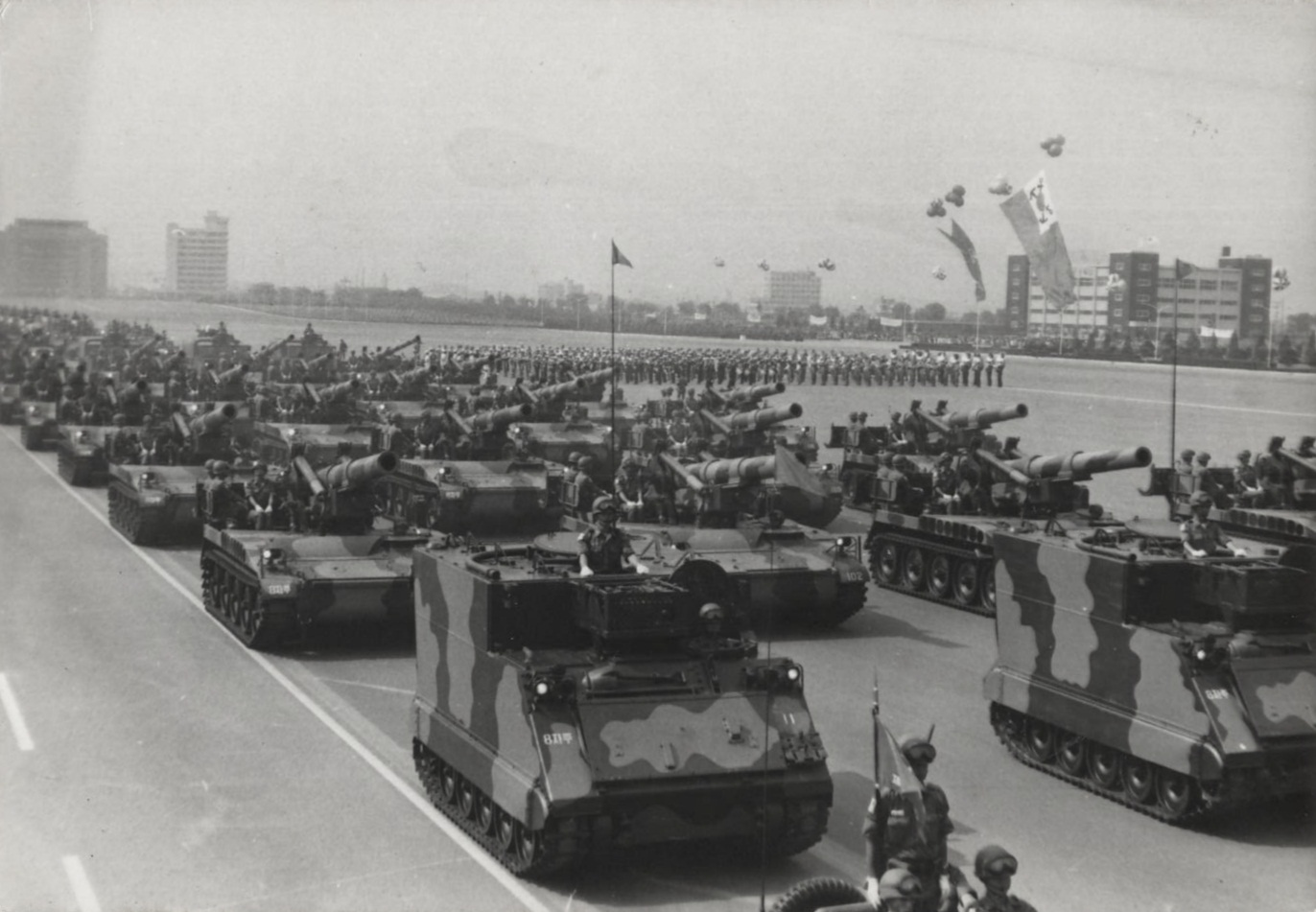
M107 на військовому параді Збройних сил Південної Кореї. Сеул. 1973

Ходова частина включала на один борт п'ять обгумованих опорних котків великого діаметру з індивідуальною торсіонною підвіскою й гідравлічними амортизаторами на кожному вузлі підвіски. Для збільшення опорної поверхні спрямовуючим колесом служить задній опорний коток. Провідне колесо — переднього розташування. Гусениця — гумовометалева із знімними гумовими черевиками. Жорсткість підвіски регулюється з місця механіка-водія шляхом зміни жорсткості амортизаторів, з їх же допомогою підвіска самохідки блокується на вогневій позиції. Стрільба ведеться з використанням двох великих відкидних кормових сошників з гідравлічним приводом. За необхідності сошники можна було використовувати як бульдозерний відвал при обладнанні позиції.

### Озброєння
Основою артилерійського озброєння M107 була 175-мм нарізна гармата M113. Довжина ствола гармати становила 60 калібрів/10 500 мм, у тому числі нарізної частини, що має 48 нарізів постійної крутизни, з одним оборотом на 20 калібрів — 8870 мм. Повна довжина частки гармати, що хитається, — 10 871 мм, вага — 6260 кг. Довжина камори становить +1328 мм, обсяг — 47 490 см³. Затвор гармати — ручний, секторний поршневий з обтюратором, що відкидається праворуч. Швидкострільність становила від 1,5 до 2 пострілів на хвилину, у залежності від тривалості стрільби. Противідкатні пристрої гармати — гідропневматичні, нормальна довжина відкату становить від 711 до 1778 мм.
Засоби наведення артилерійської системи включали: телескопічний оптичний приціл M116C, артилерійську панораму M115 і артилерійські квадранти M15 і M1A1.
Гармата розміщується в універсальній установці M158, в якій вона вільно взаємозамінна з 203-мм гаубицею M2A2. Установка забезпечує кути наведення від -2 до + 65 ° у вертикальній та ± 30 ° у горизонтальній площині. Наведення гармати здійснюється за допомогою гідравлічного або дублюючого ручного приводу, максимальна швидкість наведення при використанні гідравлічного приводу становить 6 ° в секунду у вертикальній і 8 ° — в горизонтальній площині. Заряджання системи частково механізовано: гідравлічний механізм піднімає компоненти пострілу з землі, виводить їх на лінію заряджання і здійснює досилання. Боєкомплект, що возить САУ, мав лише два постріли, інші боєприпаси перевозилися машинами супроводу.
175-мм гармата M113 може використовувати лише фугасно-осколкові снаряди M437A2 або M437A1. Кожен такий снаряд важить 66,78 кг, але при цьому вони відрізнялися масою бойової частини. Так, M437A1 містив у собі 13,6 кг тротилу, а M437A2 — 14,07 кг складу «Composition B», який на 59,5 % складався з гексогену, на 39,5 % з тротилу і на 1 % з флегматизатора у вигляді парафіну. Максимальна дальність стрільби цими боєприпасами становила 32 700 метрів. Крім цього існувала можливість використання M107 активно-реактивних боєприпасів виробництва компанії Space Research Corporation ERSC Mk 7 MOD 7. Максимальна дальність стрільби САУ зростала до 40 000 метрів. Однак на озброєння американської армії цей снаряд прийнятий так і не був, але активно використовувався ізраїльською армією.
Ядерний 175-мм снаряд потужністю близько 15 кт у тротиловому еквіваленті знаходиться біля нижньої межі ядерних боєприпасів «середньої» потужності. До 175-мм гармати розроблені були також снаряд з готовими стрілоподібними забійними елементами і касетний з осколковими бойовими елементами.

## Бойові застосування
Після прийняття на озброєння M107 надходила до артилерійських підрозділів корпусної ланки. З 1964 року їх стали постачати на експорт — спочатку до сухопутних військ Західної Німеччини, згодом — до британської, ізраїльської та іранської армії.
Перший бойовий досвід застосування САУ M107 набули у В'єтнамі, де тривали затяті бої. Американські і південно-в'єтнамські артилерійські частини, озброєні M107 брали активну участь у цих боях, де здобули в'єтнамські прізвиська «Sấm Sét» (укр. блискавка) та «Vua Chiến Trường» (укр. Король поля битви).
M107 переважно застосовувалися за своїм прямим призначенням — для ураження цілей, що знаходяться на максимальній відстані від вогневих позицій. Стрільба велася по командних пунктах, вузлах зв'язку, базах та колонах забезпечення, районах зосередження військ Північного В'єтнаму та В'єтконгу. Артилерійські батареї M107 мали гарну маневреність, тому швидко змінювати свої вогневі позиції й перебували поза межами засобів ураження контрбатарейної боротьби, роль яких зазвичай виконували радянські 130-мм гармати М-46, яким СРСР забезпечував В'єтнам. Особливо ефективно проявили себе M107 під час облоги Ке-Сан, забезпечуючи артилерійську підтримку військ, що тримали протягом півроку оборону.
Водночас під час В'єтнамської війни з'ясувалося, що живучість ствола гармати САУ M107 є дуже низькою: при стрільбі повними зарядами стволи, які теоретично розраховувалися вистріляти в такому режимі 700 пострілів, вигоряли і внаслідок цього приходили в непридатність вже після 200—300 залпів через підвищений тиск порохових газів. При цьому повним зарядом обслуги здійснювали не більше ніж 30 % всіх пострілів. Для підтримки боєготовності своїх артилерійських батарей до В'єтнаму змушені були літати спеціально переобладнані літаки C-141, у вантажних кабінах яких перевозилося по три запасних стволи. Тригодинна заміна ствола на САУ здійснювалася 30 фахівцями з трьома підйомними кранами. Крім цього у В'єтнамі були зареєстровані випадки несправностей систем гідроприводу і противідкотних пристроїв САУ, що не кращим чином позначилася на її перспективи в подальшій експлуатації в американській армії. Незручною була і сама транспортування. Машину вагою трохи більше 28 тонн на той момент не міг взяти на борт жоден американський транспортний літак. Перед транспортуванням M107 повітрям її розбирали на частини, на одному військово-транспортному літаку перевозилося шасі САУ, а на іншому — артилерійська частина.

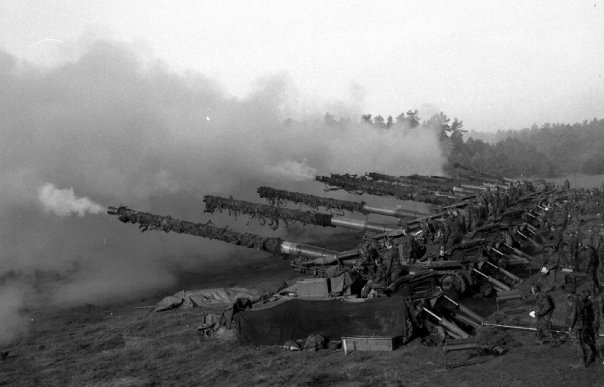
Британська батарея M107 веде вогонь

Певна кількість даних САУ була знищена бійцями Північного В'єтнаму в боях, а частина потрапила в їхні руки, як трофеї, у ході боїв з американськими військами. Чотири установки M107 були захоплені в березні 1972 року під час боїв у Куангчі. Ще 12 одиниць захоплені в 1975 році в боях у провінції Тхиатхьєн-Хюе наприкінці В'єтнамської війни. З числа трофейних гармат в'єтнамці сформували дивізіон важкої артилерії й застосовували його в останніх боях війни проти армії Південного В'єтнаму та у війні проти червоних кхмерів Пол Пота у сусідній Кампучії.
На початку 1970-х років усі американські САУ M107 були модернізовані, самохідні артилерійські установки оснастили новими стволами, з підвищеним терміном служби, а також більш ефективними пристроями противідкотів і вдосконаленими механізмами заряджання. При цьому наявні конструктивні недоліки і бажання стандартизувати боєприпаси (перейти тільки на 155-мм і 203-мм снаряди) призвели до того, що наприкінці 1970-х років САУ M107 виявилася застарілою та такою, що не підходить до цього концепту. Починаючи з 1978 року, їх почали замінювати на 203-мм самохідні артилерійські установки M110A2. Робилося це і через нестандартний калібр і вкрай обмежений асортимент боєприпасів до M107. До того ж з прийняттям на озброєння американської армії нової на той момент модифікації САУ M110A2, дальність стрільби якої із застосуванням активно-реактивних снарядів довели до показників M107, потреба в останній відпала. До 1981 року всі M107 збройних сил США були перероблені в M110A2.
4 дивізіони САУ M107 перебували на озброєнні армії оборони Ізраїлю і взяли участь у Жовтневій війні (6 жовтня — 24 жовтня 1973 року), продемонструвавши високу ефективність ураження цілей. Так, з 15 зенітних батарей SA-2, втрачених Єгиптом у битвах на східному березі Суецького каналу, 13 були знищені вогнем M107. Водночас, 329-й дивізіон самохідних артилерійських установок M107 став жертвою авіаційного удару іракських винищувачів-бомбардувальників Hawker Hunter.
З 1973 до 1982 року ізраїльтяни отримали ще 108 САУ M107 і активно застосовували їх в операції «Мир для Галілеї».

## Оператори
| - Греція: 36 од. (24 перероблені на M110A2) - Іран: Армія Ісламської республіки Іран - В'єтнам: перебувають у резерві Народної Армії В'єтнаму - Туреччина: на озброєнні Сухопутних військ Туреччини | Колишні країни-експлуатанти - Ізраїль - Іспанія - Італія - Південна Корея - Нідерланди - ФРН - Велика Британія - США |